# Dusona intelligator
Dusona intelligator är en stekelart som beskrevs av Aubert 1966. Dusona intelligator ingår i släktet Dusona och familjen brokparasitsteklar. Inga underarter finns listade i Catalogue of Life.